# خيسوس ماريا ساتروستيغي
خيسوس ماريا ساتروستيغي (بالإسبانية: Jesús María Satrústegui)‏، من مواليد 12 يناير 1954 ، لاعب كرة قدم إسباني سابق.
لعب مع منتخب إسبانيا لكرة القدم.

## روابط خارجية
- خيسوس ماريا ساتروستيغي على موقع الاتحاد الدولي (مؤرشف)  (الإنجليزية)
- خيسوس ماريا ساتروستيغي على موقع قاعدة بيانات كرة القدم.إي يو (الإنجليزية)
- خيسوس ماريا ساتروستيغي على موقع ناشيونال فوتبول تيمز (الإنجليزية)
- خيسوس ماريا ساتروستيغي على موقع عالم كرة القدم.نت (الإنجليزية)
- خيسوس ماريا ساتروستيغي على موقع كووورة